# Skarnes
Skarnes är en tätort i Sør-Odals kommun i Innlandet fylke i sydöstra Norge. Orten ligger i Odalen, vid Kongsvingerbanan och älven Glomma, där Europaväg 16 möter fylkesväg 24. Den utgör kommunens centralort såväl som största tätort.